# قرة كند (تشاراويماق)
قرة كند (بالفارسية: قره‌کند) هي منطقة سكنية تقع في تشارواماق الشرقية الريفية في إيران. يقدر عدد سكانها بـ 85 نسمة .